# Pop'n Music 7
Pop'n Music 7 est un jeu vidéo sorti en 2002 sur arcade et PlayStation 2. C'est le premier Pop'n Music à faire son apparition sur PlayStation 2, les précédents étant sur PlayStation.

## Système de jeu
Pour avoir plus de renseignement au sujet du gameplay, se référer à la page Pop'n Music.
Dans ce Pop'n Music, deux mode sont disponibles : Side A ou Side B.
- Le côté A étant le mode arcade (ac)
- le côté B le mode console (cs)

## Liste des chansons (97)
Dans le jeu, les genres sont plus importants que les titres, par conséquent, les joueurs nomment souvent les chansons par leur genre plutôt qu'à leur véritable titre.
Au stage signifie à quel stage (1 à 3) la chanson est disponible.
La difficulté est indiquée par un nombre de deux chiffres, c'est aussi le nombre de points en mode Challenge.
À noter : ce ne sont pas toutes les chansons qui existent en difficulté Extra

### Débloqué par défaut
| Genre          | Titre                                  | Artiste                              | Au stage | Normal | Hyper | Extra | Personnage      | BPM |
| -------------- | -------------------------------------- | ------------------------------------ | -------- | ------ | ----- | ----- | --------------- | --- |
| 80s POP        |                                        |                                      | 2        | 10     | 23    |       |                 |     |
| Anthem         | Gloria                                 | St. Naya~n                           | 1        | 7      | 22    |       | Pepe            | 82  |
| AUTUMN         |                                        |                                      | 3        | 11     | 14    |       |                 |     |
| BALI TRANCE    | Denpasar                               | Good-cool                            | 2        | 13     | 29    | 36    | Shala           | 135 |
| BARA           | Bara Wa Utsukushiku Chiru              | Nakayama Mami                        | 2        | 11     | 26    | 30    | Nyami           | 127 |
| BA-ROCK        | Excalibur                              | NL & P                               | 2        | 21     | 26    |       | Sebasu-Chan     | 140 |
| BLUES          | Aku No Yabou Wa Blues                  | Naya-N Brothers Band                 | 3        | 10     | 24    |       | Warudoc         | 120 |
| CHEER GIRL     | GET THE CHANCE !                       | MEGU & SEVEN WINDS                   | 1        | 12     | 28    |       | Nancy           | 134 |
| CIRCUS         | Free Pass                              | Panda Band                           | 1        | 17     | 22    |       | Peetan          | 140 |
| CLASSIC 6      | Maritare!                              | Waldeus Von Dovjak                   | 3        | 8      | 17    | 26    | Hamanov         | 160 |
| CLUB JAZZ      | Betty Boo                              | Senax                                | 2        | 13     | 25    |       | Nina            | 121 |
| CRAZY TECHNO   | Chicken Chaser                         | V.C.O.                               | 2        | 10     | 28    | 34    | Cyber           | 170 |
| DARKNESS       | Denki Ningyou                          | Freddie Hatae feat. Eraharmonic      | 2        | 11     | 27    | 38    | Zizz            | 109 |
| DES-REGGAE     | Yakankou                               | Des-ROW feat. Tsuboi for Alpha       | 3        | 30     | 38    | 41    | Yunta           | 205 |
| DISCO HOUSE    | Disco Typhoon                          | Priority feat. Sana                  | 2        | 19     | 26    |       | Sandy           | 129 |
| FOLKY          |                                        |                                      | 2        | 9      | 18    |       |                 |     |
| FUNK           |                                        |                                      | 3        | 7      |       |       |                 |     |
| GIRLS POP      | Picnic                                 | Three Berry Ice Cream                | 3        | 18     | 26    |       | Yuri Chan       | 160 |
| GLAM ROCK      | Space Kiss                             | Kiddy & The Sunshine Lovers          | 3        | 17     | 30    | 35    | Prince M        | 100 |
| HAMO-ROCK      |                                        |                                      | 1        | 13     | 28    | 33    |                 |     |
| HARD ROCK      | SA-DA-ME                               | good-cool feat Hideo Suwa            | 3        | 14     | 29    | 40    | Yoshio          | 128 |
| HOUSE          | A Love We Never Knew                   | Julianne & Edison                    | 3        | 13     | 27    | 37    | Mimi            | 137 |
| INDUSTRIAL     | Inflation!                             | Ruin Lab                             | 1        | 9      | 17    | 24    | P-1&P-2         | 110 |
| INNOCENT       |                                        |                                      | 1        | 10     | 19    | 24    |                 |     |
| J-ALTERNA      | Kantan Na Koto Dakedo Taisetsu Na Mono | Rock'n'Roll King                     | 2        | 16     | 26    |       | Teruo           | 128 |
| J-DANCE        |                                        |                                      | 1        | 9      | 16    |       |                 |     |
| Jr. R&B        | S.S.L. ~Super Special Love~            | Shoichiro Hirata feat. Yumi Kawamura | 1        | 11     | 25    |       | Cookie          | 132 |
| KIDS           |                                        |                                      | 1        | 10     | 17    | 27    |                 |     |
| KITERETSU      | Sui Min Fusoku                         | Paraquets                            | 3        | 15     | 30    |       | Mimi            | 124 |
| KITERETSU 2    | Hojimete No Chuu                       | Nazonazo Haha                        | 1        | 8      | 19    | 26    | Mimi            | 107 |
| KUNG-FU        |                                        |                                      | 1        | 4      |       |       |                 |     |
| KYOUGEKI       | Ka Abura! Genki Saru!                  | Seijou Sarugaku Dan                  | 3        | 22     | 30    | 35    | Yang Yang       | 150 |
| LOUNGE POP     | Dimanche                               | Orange Lounge                        | 1        | 11     | 20    |       | Rie Chan        | 164 |
| MARCHING       | Marshmallow March                      | Maro Rin Zu                          | 1        | 13     | 27    | 32    | Dino            | 130 |
| MELANCHOLY     | Titre                                  | Artiste                              | 2        | 15     | 26    | 30    |                 |     |
| MIND           | Seal                                   | Nanatek                              | 1        | 11     | 18    | 18    | Boy             | 150 |
| MISTY          | Platonic Love                          | N.A.R.D.                             | 1        | 13     | 27    | 37    | Kagome          | 125 |
| MODE           |                                        |                                      | 1        | 14     | 21    |       |                 |     |
| MODERN 80      | Titre                                  | Artiste                              | 2        | 10     | 24    |       |                 |     |
| OI PUNK        | Kanashii Ne                            | Butapunch                            | 3        | 17     | 27    | 41    | Uowo            | 200 |
| POP FUSION     | Tropical Pallete                       | Mr. T                                | 2        | 13     | 25    |       | Mac             | 130 |
| POWER FOLK 5   | Samurai Syndrome                       | Atsushi Shindō                       | 3        | 14     | 29    |       | Ash             | 142 |
| PRECIOUS       | Sweets                                 | Natural Bear                         | 1        | 9      | 20    |       | Pretty          | 127 |
| PUMP           |                                        |                                      | 2        | 17     | 28    |       |                 |     |
| RADIO          | Bittersweet Samba                      |                                      | 1        | 9      | 28    | 38    | DJ Mimi & Nyami | 100 |
| REGGAE         | Boa Boa Lady                           | Jam Master '73                       | 3        | 13     | 24    |       | The Mockey      | 90  |
| RETRO FUTURE   | Passacaglia                            | POST MODERN                          | 1        | 9      | 21    |       | Walker          | 128 |
| RONDO          |                                        |                                      | 2        | 14     | 32    | 35    |                 |     |
| SCAT           | Cat's Scat                             | Q-Mex                                | 2        | 8      | 18    |       | Inuchiyo        | 135 |
| SHOWA AYO      | Ringo To Hachimisu                     | Anettai Maji Ska Bakudan feat. Maki  | 3        | 23     | 32    |       | Murasaki        | 210 |
| SHUFFLE        |                                        |                                      | 3        | 12     | 22    |       |                 |     |
| SKA CORE       |                                        |                                      | 2        | 9      |       |       |                 |     |
| SMOOTH         | Attitude                               | Asparagus                            | 1        | 14     | 21    | 31    | Vantain         | 112 |
| SPANISH        |                                        |                                      | 3        | 14     |       |       |                 |     |
| SPIRITUAL      |                                        |                                      | 2        | 9      | 12    |       |                 |     |
| SUNNY          | Happy Music                            | Paraquets                            | 1        | 12     | 25    | e     | Poet            | 135 |
| SURF ROCK      | Junai Surrender                        | The Chops                            | 2        | 23     | 32    |       | Judy            | 160 |
| SWEDISH        | Chamomile Bathroom                     | Yu Tokiwa                            | 1        | 21     | 27    |       | Risette         | 168 |
| SWING          |                                        |                                      | 2        | 13     | 24    |       |                 |     |
| SYMPATHY 2     |                                        |                                      | 3        | 13     | 26    | 32    |                 |     |
| TROPICAL       | BeAchest BeAch                         | Sana meets Togo Papa                 | 1        | 12     | 23    |       | Toppie          | 130 |
| URUSEI         | Lum No Love Song                       | Kaco                                 | 2        | 13     | 26    |       | Nyami           | 180 |
| VISUAL 2 REMIX | Cry Out (Superior Mix)                 | Good-cool feat. KoHey                | 2        | 14     | 26    |       | MZD             | 180 |
| YAMATO         | Uchuu Senkan Yamato                    | Sasaki Isao                          | 2        | 13     | 33    |       | Mimi            | 142 |

### Chansons débloquables (33)
| Genre              | Titre                                 | Artiste                             | Normal | Hyper | Extra | Personnage | BPM |
| ------------------ | ------------------------------------- | ----------------------------------- | ------ | ----- | ----- | ---------- | --- |
| AMBIENT            | Birds                                 | Sana                                | 10     | 18    |       | Sanae Chan | 147 |
| ANALOG TECHNO      | V.C.O.                                | Electronism                         | 12     | 25    |       | PAL        | 130 |
| CLASSIC 2          | R.C.                                  | Waldeus Von Dovjak                  | 18     | 36    |       | MZD        | 180 |
| CLASSIC 3          | Dynamics                              | Waldeus Von Dovjak                  | 7      | 31    |       | Hamanov    | 80  |
| CLASSIC 4          | Concertare!                           | Waldeus Von Dovjak                  | 16     | 41    |       | Hamanov    | 179 |
| CLASSIC 5          | Step In Space                         | Waldeus Von Dovjak                  | 7      | 36    | 39    | Jonnie D   | 148 |
| CLASSIC 7          | The Tyro's Reverie                    | Waldeus Von Dovjak                  | 9      | 29    | 43    | Hamanov    | 190 |
| CUBAN GROOVE       | Sana Molette Ne Ente                  | Togo Project feat. Sana             | 17     | 25    | 36    | Vanten     | 90  |
| DREAMY             | Penguin                               | Nanatek                             | 12     |       |       | Boy        | 143 |
| ENKA remix         | Oedo Hanafubuki Tenyan-Day Mix        | Seiya                               | 24     | 33    | 38    | MZD        | 140 |
| FUNNY              | Pulse                                 | 319                                 | 16     |       |       | Sholl Kee  | 130 |
| FUTURE             | Ostin-Art                             | Ostin-Art                           | 14     |       |       | Ice        | 144 |
| GROUP SOUNDS       | Love Me Love Me Love Me               | The Loose Beat                      | 10     |       |       | Jonnie D   | 158 |
| J-GARAGE POP remix | Miracle Moon ~L.E.D. Light Style Mix~ | Togo Project feat. Sana             | 18     | 28    |       | MZD        | 138 |
| KANGTONG           | Kazu Kazuki Hashi                     | Cathy Lau                           | 13     | 29    |       | Ling Ling  | 136 |
| KG                 | Sweaty Guys                           | Namekawa Kimiwo & The Highness Tazu | 9      | 17    | 23    | Suit       | 142 |
| LIVERPOOL          | Taiyo Ga Mitsumeteru                  | Shigu & The Radicals                | 9      |       |       | Jonnie D   | 148 |
| MIRACLE            |                                       |                                     | 21     | 39    |       |            |     |
| NEO GS             | Shock Of Love                         | Kiddy & The Sunshine Lovers         | 13     | 28    |       | Wacky      | 150 |
| NEW AGE remix      | Ryuumai ~Dragon Dance Revision-2      | World Sequence                      | 8      | 27    |       | MZD        | 130 |
| NEWS               | Landmark                              | Nanatek                             | 13     |       |       | Boy        | 130 |
| NIGHT OUT remix    | Toumei Na Manicure Moonlit Mix        | Kiyommi + Seiya                     | 16     | 24    |       | MZD        | 132 |
| PERCUSSIVE         | Nishi Shinjuku Seisou Kyoku           | DJ Simon                            | 9      | 24    | 35    | Mr. KK     | 140 |
| SOFT ROCK (LONG)   | Homesick Pt. 2 & 3                    | Orange Noise Shortcut               | 22     | 27    |       | Rie Chan   | 178 |
| SPECIAL ENDING 2   | Ending Theme Of Pop'n Music 6         | Original Cedar                      | 30     | 39    |       | Rave Girl  | 172 |
| SPLASH             |                                       |                                     | 13     | 23    | 25    |            |     |
| STUDY              |                                       |                                     | 7      | 21    | 27    |            |     |
| SWEAT              |                                       |                                     | 10     | 17    |       |            |     |
| TECHNO 80s         | Water Melon Woman                     | Nanatek                             | 10     | 14    |       | Sholl Kee  | 115 |
| THERAPY            |                                       |                                     | 9      | 15    |       |            |     |
| WINTER POP         | White Lovers                          | Sana                                | 12     | 22    |       | Sanae Chan | 125 |